# Wzorcownia
Wzorcownia – centrum handlowo-rozrywkowe we Włocławku. Wraz z okolicznym CH City stanowi kompleks budynków wzniesionych na gruzach dwóch XIX-wiecznych fabryk fajansu: starej – Józefa Teichfelda i Ludwika Asterbluma oraz nowej – Leopolda Czamańskiego, a także fabryki maszyn rolniczych Hugo Mühsama, o łącznej powierzchni 8 hektarów, w miejscu 94 zrujnowanych budynków.
Między zabudowaniami utworzono plac, nazwany przez inwestora „Placem Grodzkim”.
Wzorcownia jest obiektem o całkowitej powierzchni najmu 23 000 m², który posiada 400 miejsc parkingowych.

## Budynki
Wzorcownia składa się z pięciu obiektów:
- przebudowanego zabytkowego budynku XIX-wiecznej Starej Piecowni (budynek „D” Wzorcowni),
- trzech nowych budynków („A”, „B”, „C”)[2][7],
- starej piętrowej kamienicy, powiększonej o nowe pomieszczenia, znajdującej się przy ulicy Kościuszki pod numerem 10 (część „E” kompleksu)[8].

W klubie bluesowym znaleźć można odbudowane fragmenty wielkich starych pieców do wypalania fajansu. Ściany pieców i wewnętrzne ściany lokalu odbudowano przy użyciu starych cegieł pochodzących z rozbiórki fabrycznej piecowni.

### Budynek A
Główny budynek kompleksu, będący galerią handlową. Galeria 4-poziomowa z parkingiem podziemnym na poziomie -2. Obiekt o powierzchni 15 400 m², w tym 80 sklepów i punktów usługowych. Obiekt wyposażony w windy panoramiczne, schody ruchome, atrium ze świetlikiem nad centralną częścią pasażu oraz zielone dachy. Budynek posiada łącznik prowadzący do Budynku D. Przy budowie obiektu, do wykonania fundamentów użyto technologii ścian szczelinowych.

### Budynki B i C
Nowoczesne budynki mieszkalne 4-kondygnacyjne z parkingiem podziemnym z parterem przeznaczonym pod handel i usługi. Budynek B posiada 300m² powierzchni handlowo-usługowej, a Budynek C – 1000 m².

### Budynek D
Nawiązuje do starego budynku dawnej Fabryki Fajansu (Starej Piecowni z 1873 roku). Powstało tu centrum rekreacyjno-rozrywkowe o powierzchni 3600 m². Budynek połączony jest z Budynkiem A szklanym łącznikiem (dwupoziomowym).

### Budynek E
Obiekt z powierzchnią handlową znajdującą się na parterze budynku oraz z częścią spełniającą funkcję biurowo-mieszkalną.

## Wyróżnienia
- W październiku 2009 Wzorcownia została nagrodzona w konkursie „Budowa na Medal Pomorza i Kujaw 2009" w kategorii Obiekty modernizowane.
- W lutym 2010 Wzorcownia została nagrodzona przez Shopping Center Awards 2010 w kategorii Koncept Roku
- W kwietniu 2010 Wzorcownia została nominowana do międzynarodowego konkursu Solal Marketing Awards 2010 organizowanego przez Międzynarodową Radę Centrów Handlowych w kategorii Grand Opening.
- W czerwcu 2010 Wzorcownia uzyskała 36 miejsce w rankingu architektonicznym na forum Skyscrapercity "Miss Polski" wyprzedzając takie budynki jak Warsaw Trade Tower, Cuprum Arena czy Metropolitan w Warszawie autorstwa Normana Fostera[12]
- W październiku 2010 Wzorcownia podczas Gali PRCH Retail Awards otrzymała nagrodę w kategorii „Marketing" za kampanię otwarcia odnoszącą się do tradycji miejsca - Fabryki Fajansu
- W październiku 2010 Wzorcownia otrzymała specjalne wyróżnienie PRCH Retail Awards w kategorii Rewitalizacja Roku 2010

## Galeria

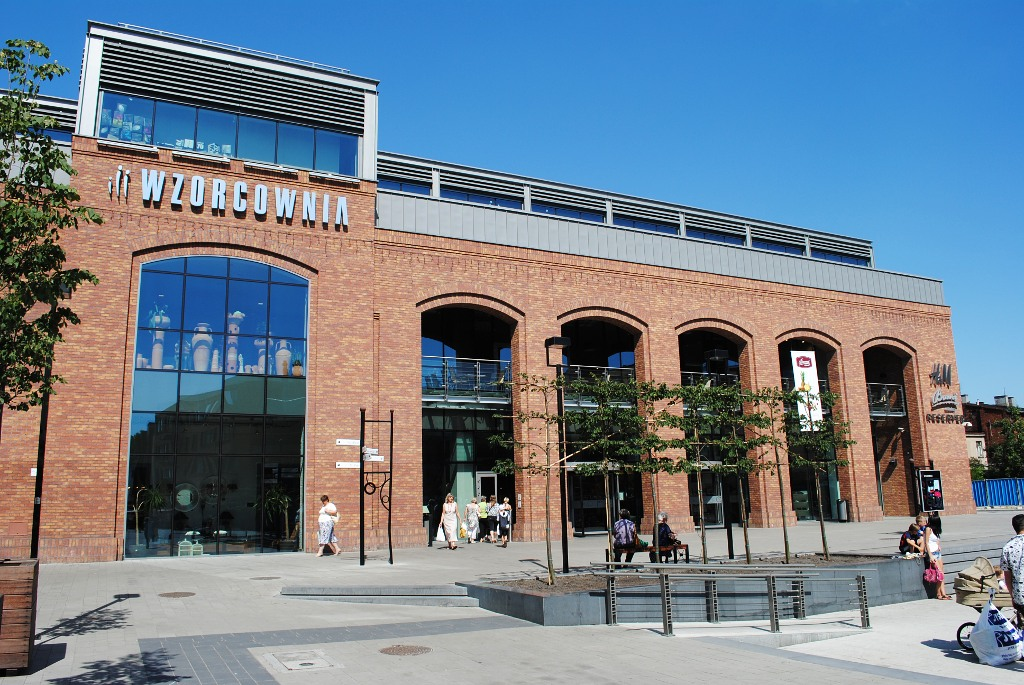
Budynek A od Placu Grodzkiego
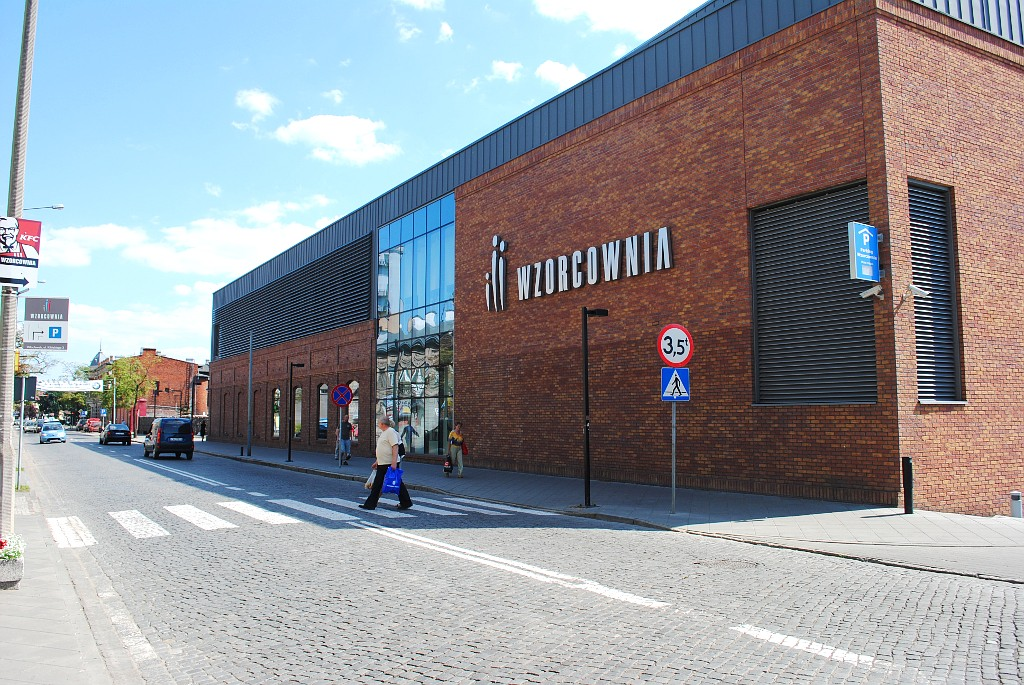
Budynek A od ulicy Kilińskiego
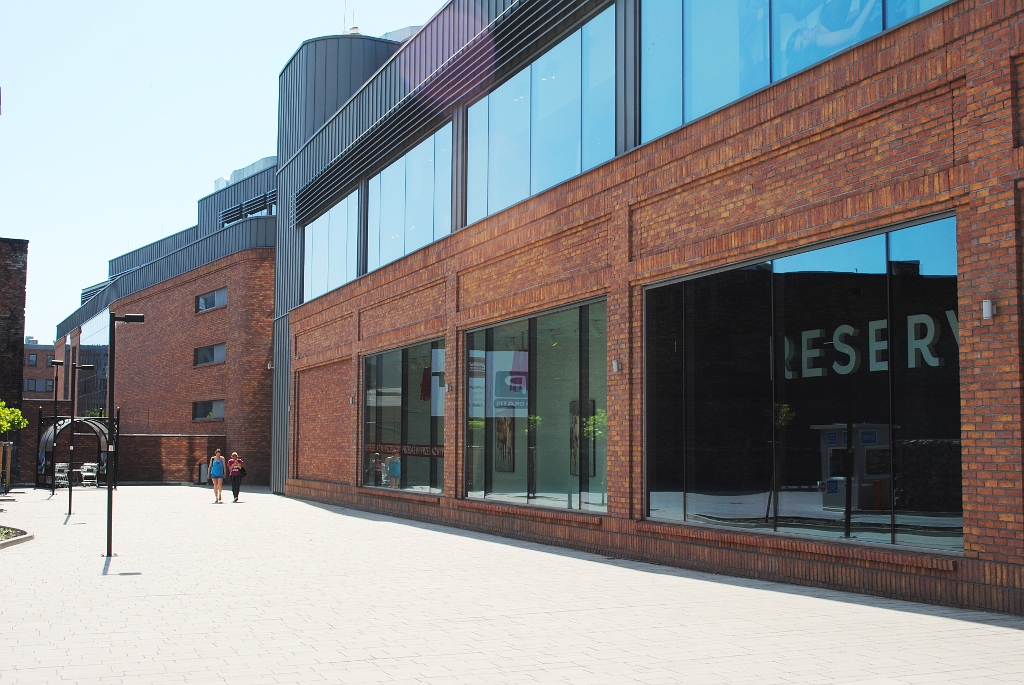
Jedna z elewacji Budynku A
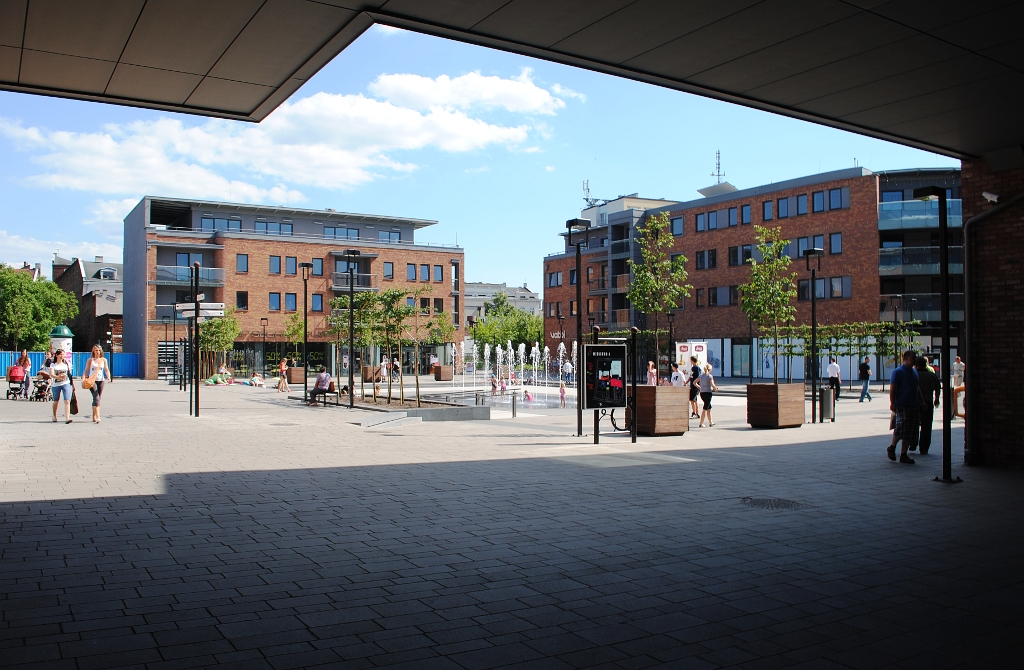
Budynki B i C spod Łącznika
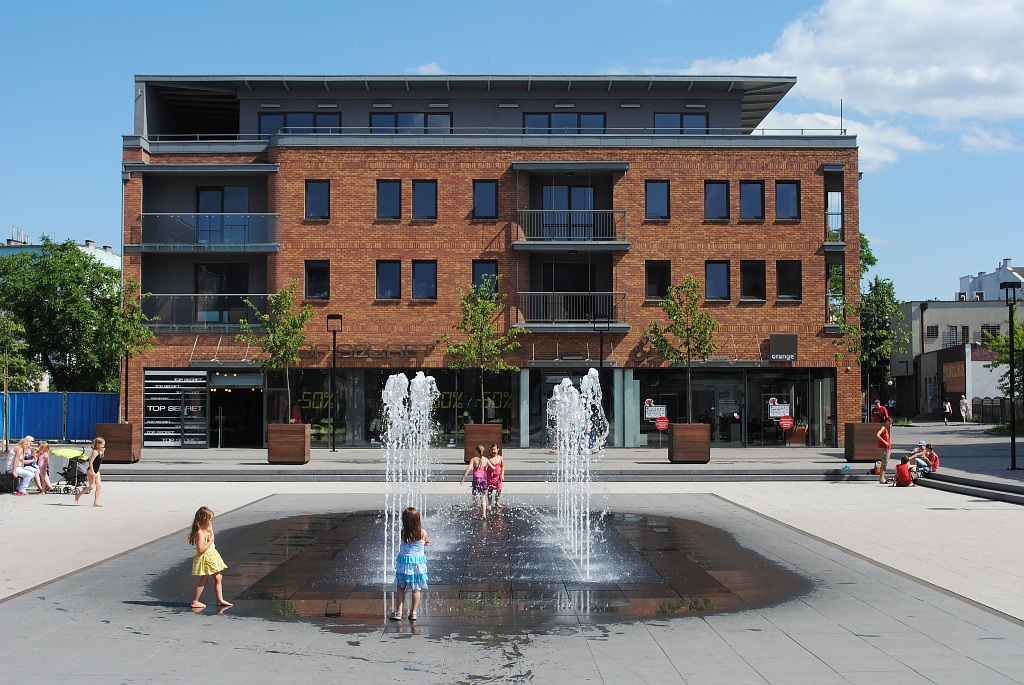
Budynek B i fontanna
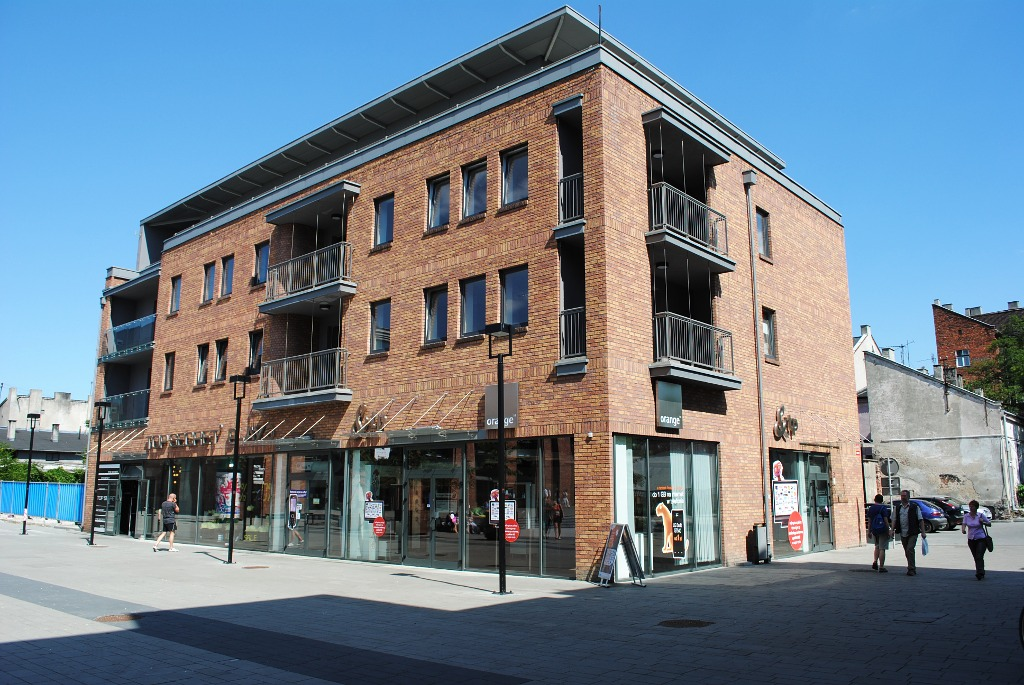
Budynek B
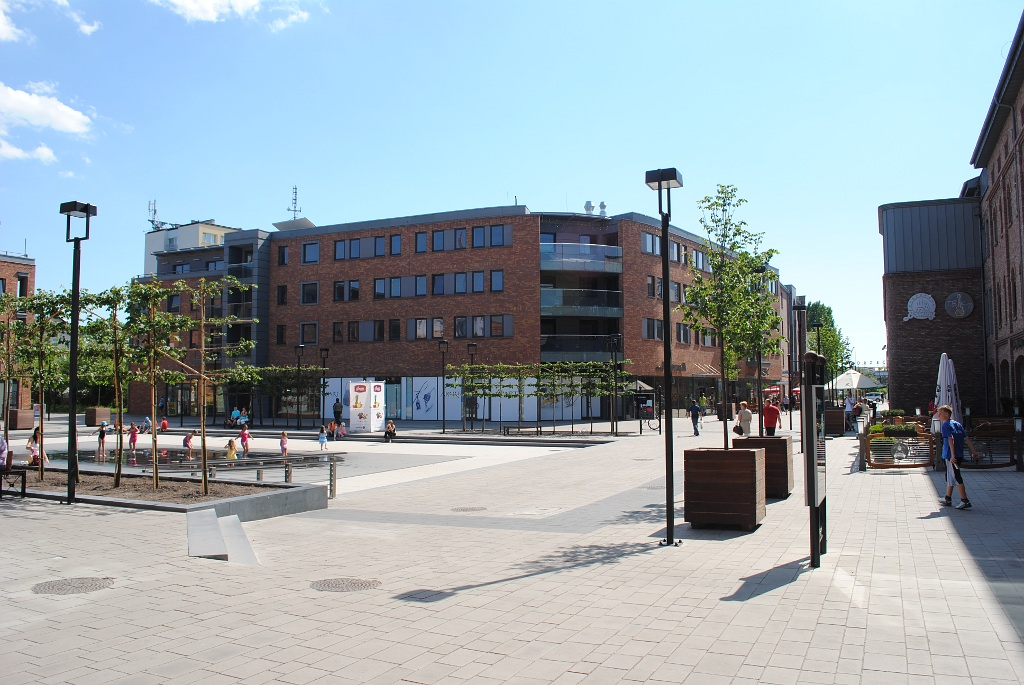
Budynek C
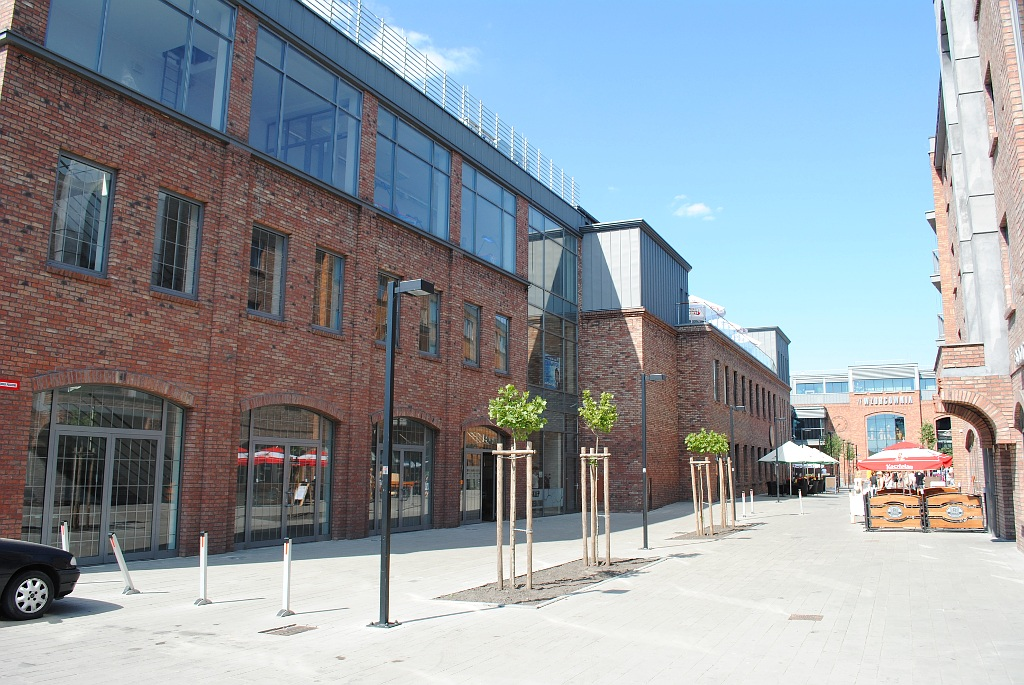
Budynek D od ulicy Pułaskiego
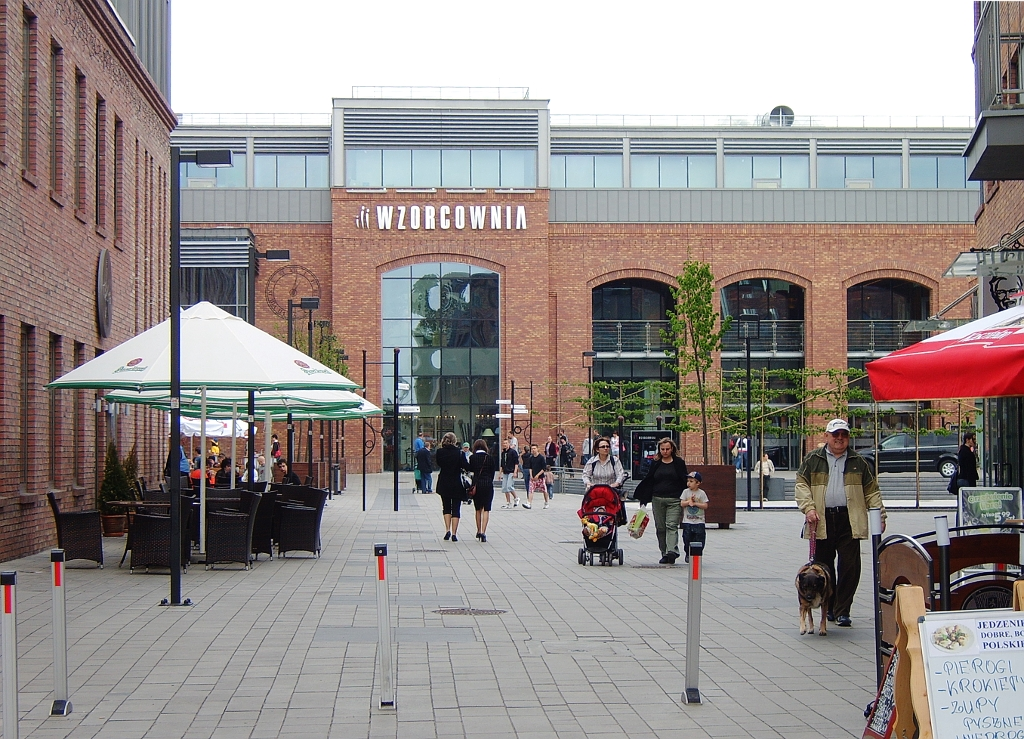
Widok z ulicy Pułaskiego
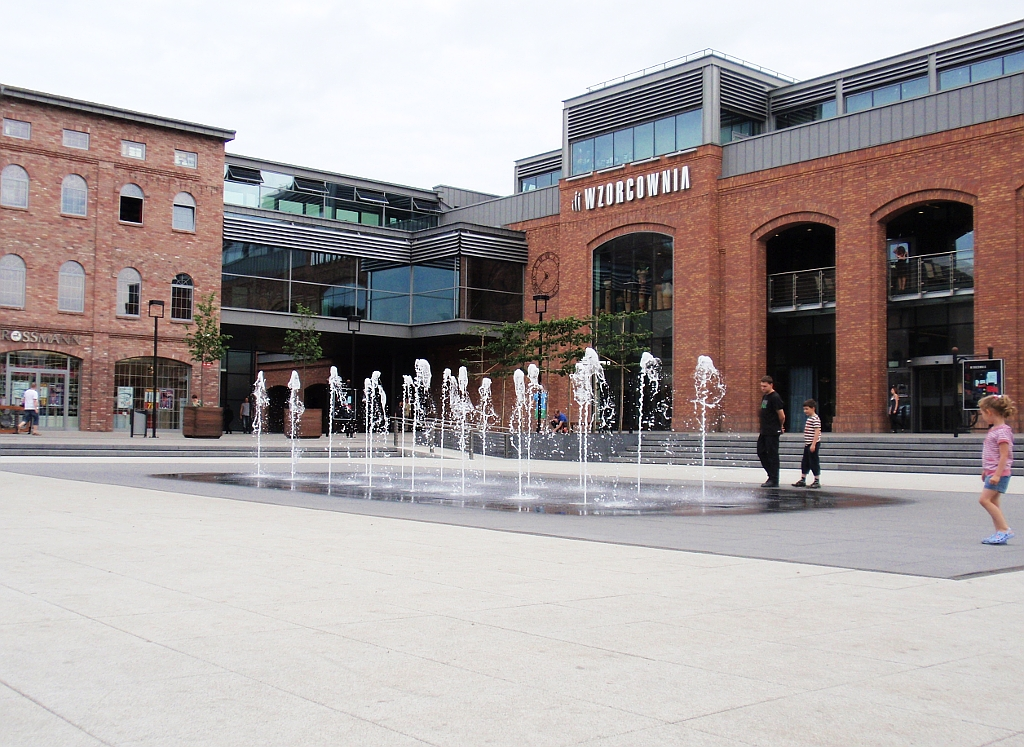
Plac Grodzki z fontanną
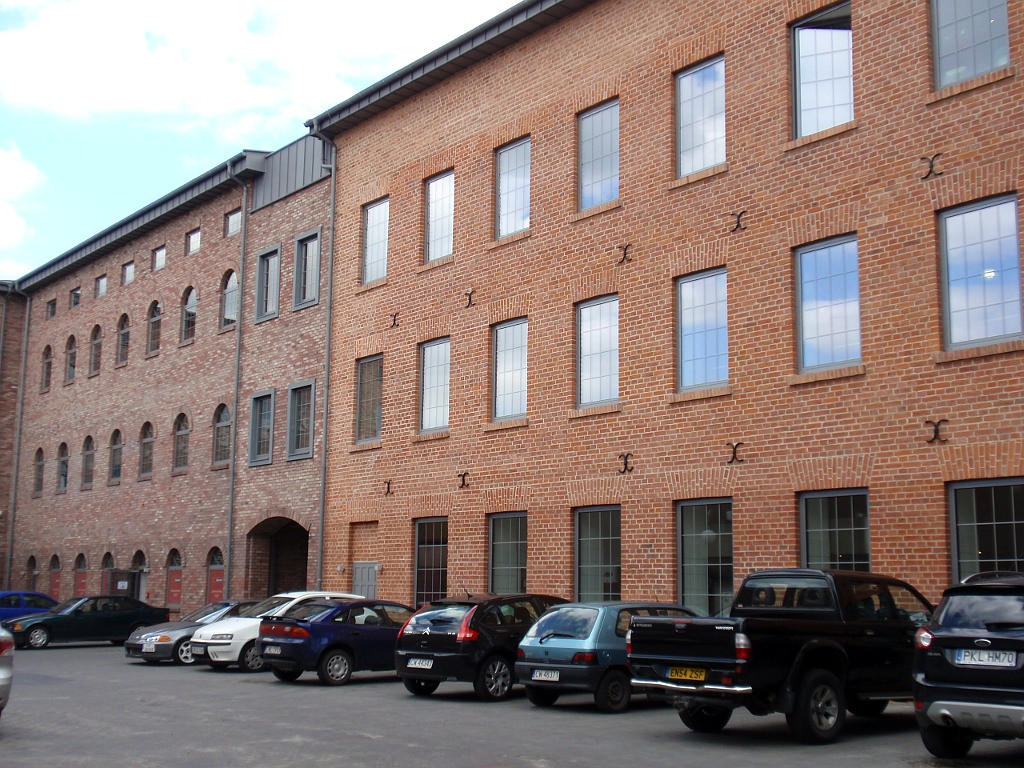
Zabytkowy budynek D od strony CH City
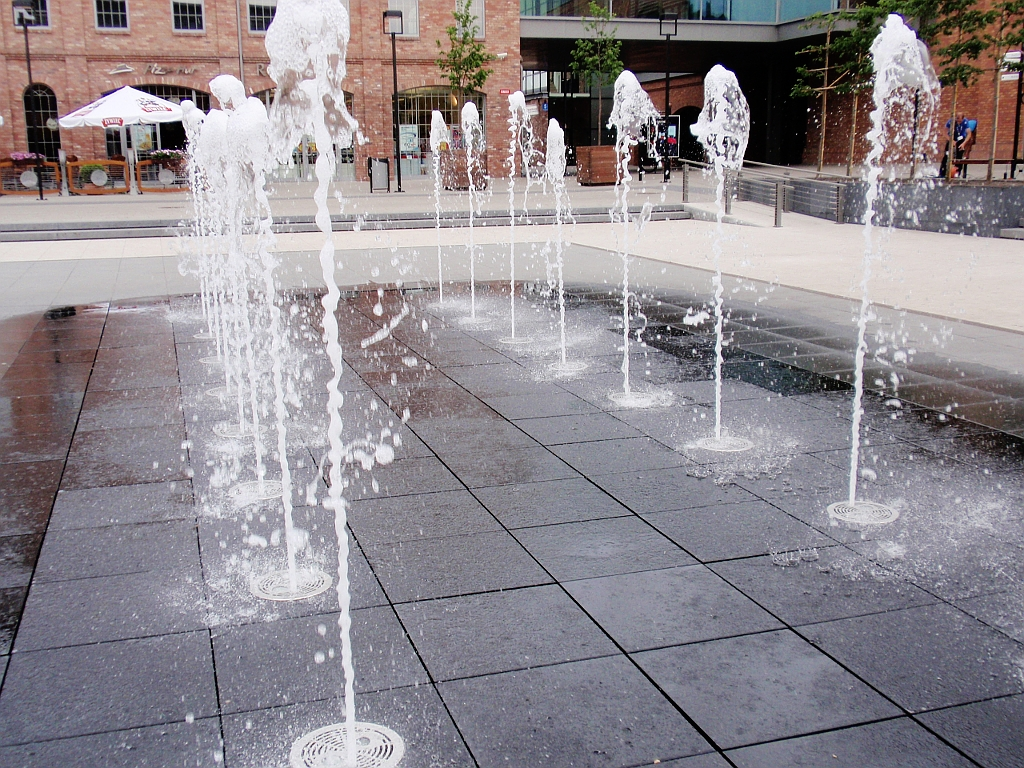
Fontanna
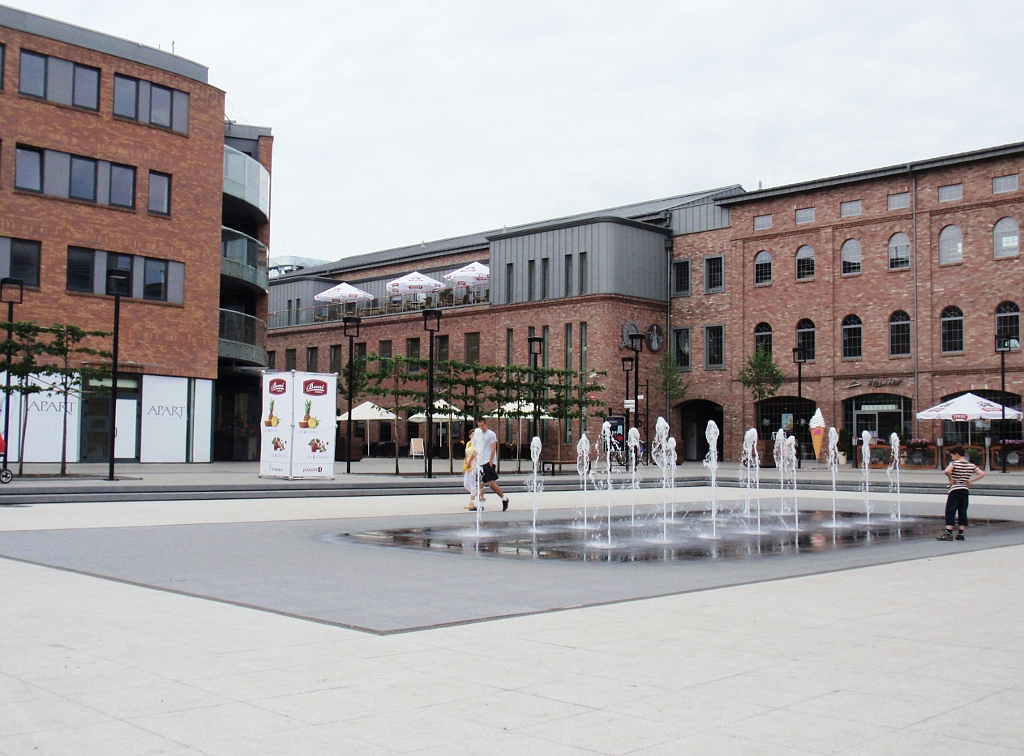
Plac Grodzki oraz Budynki C (z lewej) i D (z prawej)
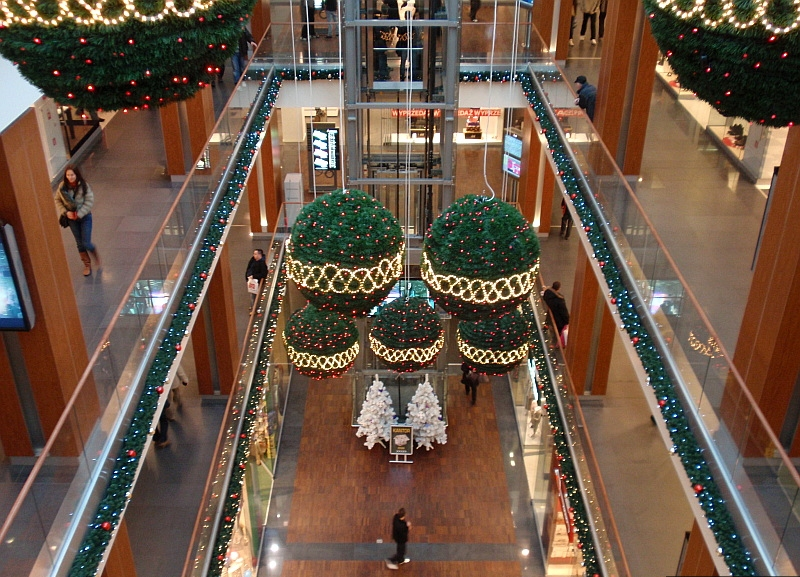
Wnętrze Budynku A w świątecznym wystroju
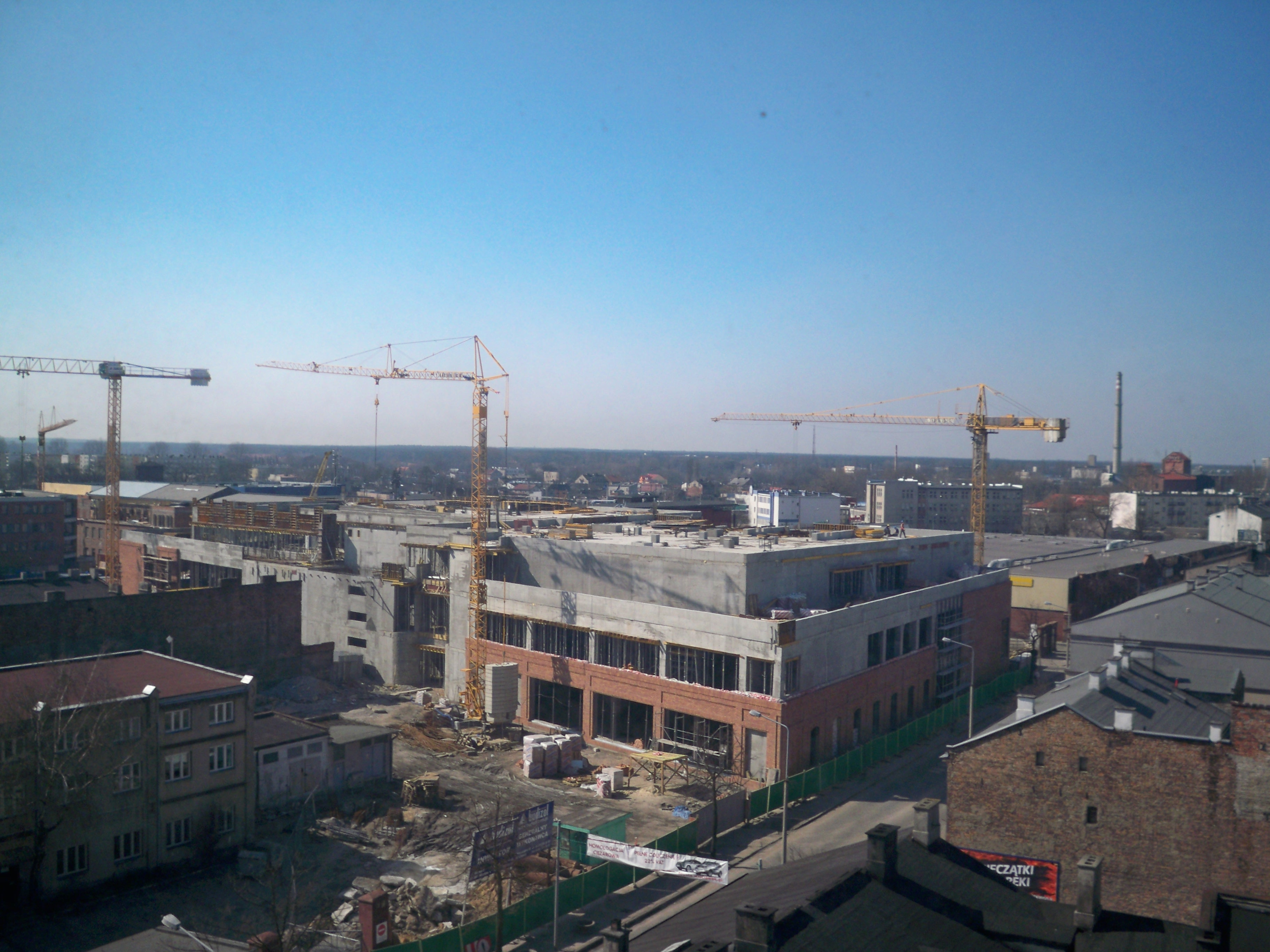
Budowa Wzorcowni w 2009 roku